# Château de Pirou
El Château de Pirou, también llamado Hôtel du Charriol, es un hôtel particulier en Thiers (en el departamento de Puy-de-Dôme, región de Auvernia-Ródano-Alpes). Fue construido por orden de Luis II de Borbón, duque de Borbón y conde de Forez, como una de sus residencias locales. Se encuentra en el corazón de la ciudad medieval, más exactamente en el sector del segundo recinto de las murallas de Thiers, llegando a convertirse en un elemento clave del período medieval. 
A principio de los años 1980, el edificio fue comprado por el ayuntamiento de la ciudad. Luego de una renovación completa, con vistas al desarrollo del turismo local, se convirtió en un lugar de exposiciones culturales. También acoge la oficina de información turísticade la ciudad. Del mismo modo, también figura en la lista monumentos históricos por orden del ministro Aristide Briand desde 1907.

## Historia

### Origen
Fue construido en 1410 por orden de Luis II de Borbón, duque de Borbón y conde de Forez, como residencia para los señores de la ciudad. No obstante, con el tiempo llegó a alojar a personajes famosos, como George Sand.
En el siglo XII, la familia Des Bouilles du Charriol se instaló Thiers, además de crear el burgo de Saint-Rémy-sur-Durolle. Fue durante esta época que adquirieron el futuro Château du Pirou, entonces llamado «hôtel de los duques de Borbón», quienes fueron sus propietarios hasta finales de los años 1970, cuando el ayuntamiento local lo adquirió.

### Renovación y clasificación
A inicios de los años 1980, cuando el fondo público para la cultura aumentó considerablemente, la municipalidad renovó château, considerado hasta entonces en muy mal estado de conservación a causa de su prolongado abandono. Su carácter de interés cultural e histórico le permitió obtener importantes subvenciones estatales.
Descrito comúnmente como una de las residencias medievales más bellas de la ciudad medieval de Thiers, este fue clasificado en la lista de monumentos históricos por orden del ministro Aristide Briand desde 1907. Fue el inmueble en obtener este título, solo precedido por la iglesia de Saint-Genès (1846) y la abadía de Moutier (18621862 ). También se encuentra dentro del área protegida de la ciudad de Thiers.